# Rabat-les-Trois-Seigneurs
 Rabat-les-Trois-Seigneurs  là một xã ở tỉnh Ariège, thuộc vùng Occitanie ở phía tây nam nước Pháp.